# Periphoba
Genre
Le genre Periphoba regroupe des papillons appartenant à la famille des Saturniidae.

## Liste d'espèces
Selon NCBI (25 mai 2011) :
- Periphoba arcaei